# Тома Даске
Томас Даске (на френски: Thomas Dasquet) е френски футболист, дефанзивен полузащитник.

## Биография
Роден в Аржантьой, в покрайнините на Париж. Като младеж играе футбол за „Расинг 92“, преди да се присъедини към ФК Троа през 2010 г. Играе редовно за вторият отбор на Троа (аматьорска пета лига), помагайки им да се изкачат в четвърта лига през 2013 – 2014. Към края на сезона 2014 – 2015 играе в Лига 2, с първия отбор на Троа, в борба за промоция в Лига 1, като Даске е един от резервните състезатели, направили дебют сред първия отбор. Той е включен в стартовите единадесет за мача срещу ФК Нанси на 24 април 2015 г., но злощастно е изгонен от игра в 35-та минута на мача. Той пропусна следващия мач заради червеният си картон, но все пак играе в останалите четири мача до края на шампионата на Лига 2.
В края на сезона на Даске не е предложен професионален договор, затова той решава да си потърси друг клуб. Опитва да подпише с белгийския клуб ФК „Леувен и Фрежу“ от Националния шампионат на Белгия, но преговорите се провалят, така че той се връща в Троа, приемайки статут на аматьор и подписва аматьорски договор. Изиграва сезон 2015 – 2016 като капитан на аматьорския състав, преди да продължи към друг клуб ФК Льо Ман.
На 6 август 2020 г. Даске се мести в чужбина за първи път в кариерата си, като подписва 2-годишен договор с българския клуб ПФК Левски (София).